# Mitchell Humphries
Mitchell Humphries (* 25. Juni 1993 in Melbourne) ist ein australischer Eishockeyspieler, der seit Juni 2017 beim Mustangs IHC in der Australian Ice Hockey League unter Vertrag steht.

## Karriere
Mitchell Humphries begann seine Karriere als Eishockeyspieler in der Banff Hockey Academy in der Kanadischen Provinz Alberta, für deren Team, die Academy Bears er bis 2012 spielte. Anschließend kehrte er in seine Geburtsstadt Melbourne zurück und spielt seither für Melbourne Ice in der Australian Ice Hockey League. Mit dieser Mannschaft gewann er 2012 den Goodall Cup, die australische Meisterschaft. Den Südhalbkugelsommer 2012/13 verbrachte er erneut in Nordamerika, bei den Granite City Lumberjacks aus der drittklassigen Juniorenliga NA3HL. 2014 wurde er zudem bei den Melbourne Glaciers in der Australian Junior Ice Hockey League eingesetzt. Während des Südhalbkugelsommers 2014/15 spielte er in der schwedischen Division 3, der fünften Spielklasse des Landes, bei den Lidingö Vikings. Im Juni 2017 verließ er Melbourne Ice während der laufenden Spielzeit und schloss sich dem Lokalrivalen Mustangs IHC an.

### International
Im Juniorenbereich nahm Humphries für Australien an den U20-Weltmeisterschaften 2012 und 2013, als er als bester Spieler seiner Mannschaft ausgezeichnet wurde, in der Division II teil. Für die Herren-Nationalmannschaft stand er bei den Weltmeisterschaften der Division II 2014, 2015, 2016, als er gemeinsam mit dem Mexikaner Brian Baxter Arroyo López und seinem Landsmann Cameron Todd hinter seinem Mannschaftskameraden Wehebe Darge zweitbester Torschütze des Turniers war, und 2017 auf dem Eis.

## Erfolge und Auszeichnungen
- 2012 Goodall-Cup-Gewinn mit Melbourne Ice
- 2016 Aufstieg in die Division II, Gruppe A, bei der Weltmeisterschaft der Division II, Gruppe B